# Orkhon
L'Orkhon (en mongol Орхон гол, Orkhon gol), també anomenat Ongkin, és un riu de Mongòlia. El seu nom deriva del prefix turc antic "or", que significa "mig" o "central", i "khan", que significa "rei".
Neix a les muntanyes Khangai al sum Tsenkher de la província d'Arkhangai. Des de Tsenkher, travessa la frontera cap a l'aimag d'Övörkhangai i segueix la vall superior de l'Orkhon en direcció est fins a arribar a Kharkhorin. En total, corre cap al nord 1.124 km fins a trobar el riu Selenga, que corre al nord fins a desaiguar al llac Baikal. L'Orkhon és 100 km més llarg que el Selenga, i és el riu més llarg de Mongòlia. Els seus afluents principals són el Tuul i el Tamir.

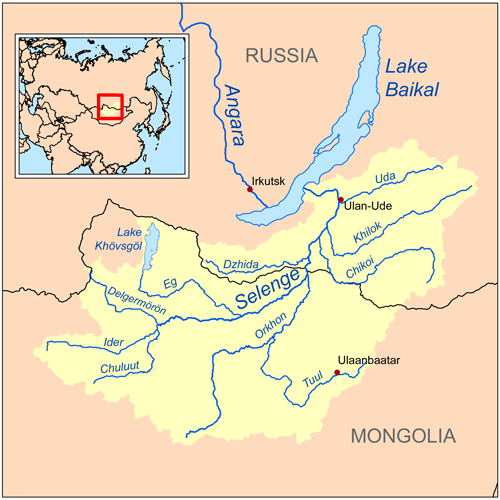
Mapa de la conca de l'Orkhon

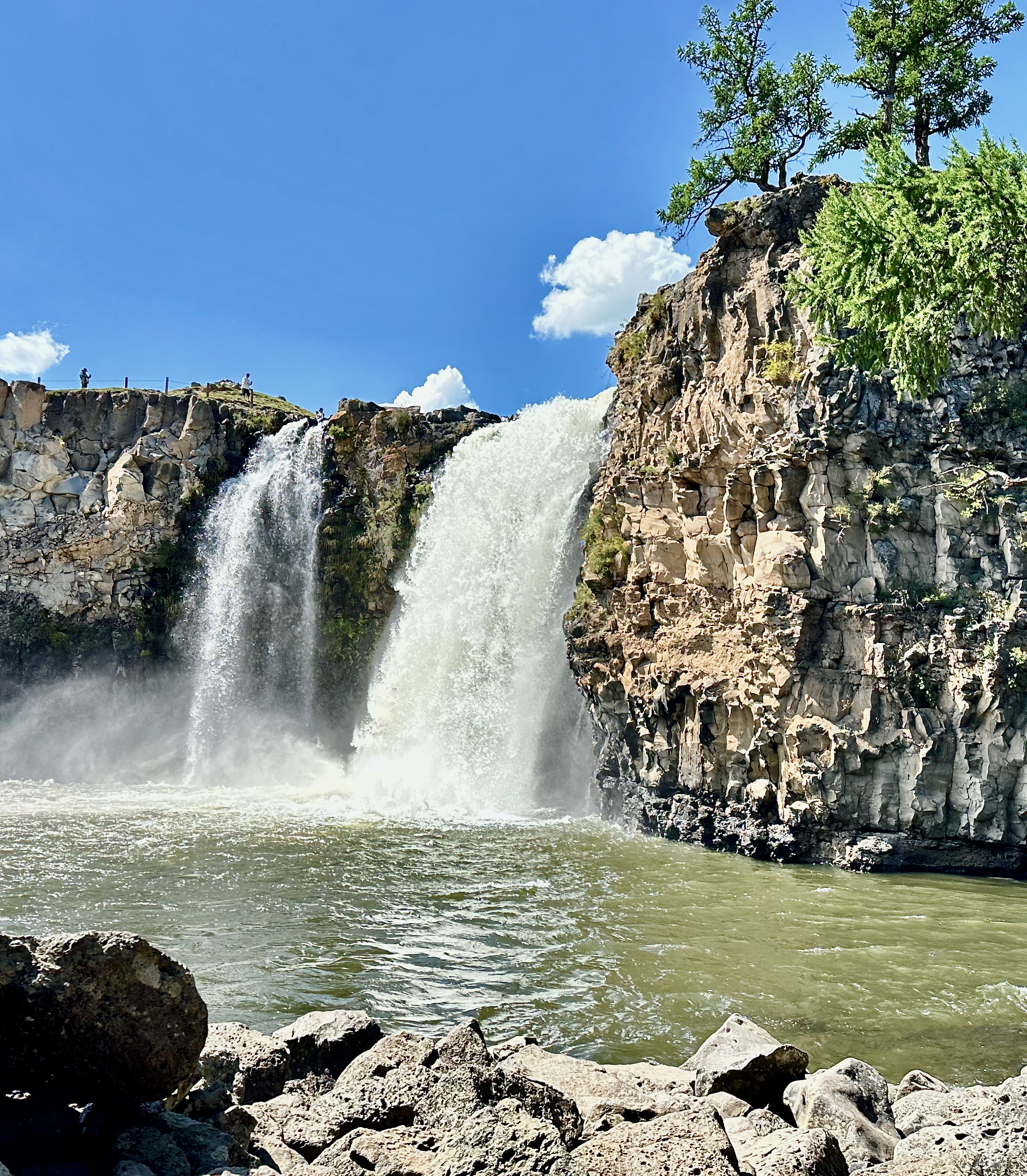
Salt d'aigua Ulaan Tsutgalan

Hi ha dos grups de restes arqueològiques a la vall del riu: Ordu-Baliq o Kara Balghasun, l'antiga capital del Regne Uigur i Karakorum, l'antiga capital de l'Imperi Mongol. Molt a prop del riu Orkhon, el riu Ulaan Tsutgalan fa salts d'aigua de 10 metres d'ample i 20 m d'alt, que és una destinació turística. S'han trobat diverses inscripcions en turc, que són les primeres en aquesta llengua (segle viii) en una escriptura derivada de l'arameu. El 744, el Segon Kaganat Turc va desaparèixer i fou substituït per un de uigur basat en Karabalgasun, que va existir fins al 840, quan foren eliminats pels quirguisos.
Els peixos del riu Orkhon inclouen lluços, carpes, perques, taimens i bagres.
La vall de l'Orkhon és Patrimoni de la Humanitat d'acord amb el criteri de la UNESCO.